# توتورو ۱۰۱۶۰
سیارک ۱۰۱۶۰ (به انگلیسی: 10160 Totoro، نامگذاری:1994YQ1) ده هزار و صد و شصتمین سیارک کشف شده‌است که در ۳۱ دسامبر ۱۹۹۴ کشف شد.
قدر مطلق سیارک برابر ۱۸٫۶ است.